# Tula
 Ovo je glavno značenje pojma Tula. Za druga značenja pogledajte Tula (Italija).
Tula (ruski Ту́ла) je grad u Rusiji. Administrativni je centar Tulske oblasti. Grad je osnovan 1146. g. a broj stanovnika prema popisu iz 2007. godine je 504.000. Tula je ruski grad s važnom vojnom industrijom. Nalazi se južno od Moskve. 12 km od grada nalazi se Jasnaja Poljana, rodno mjesto pisca Lava Tolstoja.

## Vanjske poveznice
- tula.ru  Arhivirana inačica izvorne stranice od 30. prosinca 2020. (Wayback Machine)